# 修道院塔樓
修道院塔樓（荷蘭語：Abdijtoren），暱稱為Lange Jan（直譯為『高約翰』），位於荷蘭澤蘭省米德爾堡，為一座教堂塔樓，屬於米德爾堡修道院建築群的一部分。塔高90.4公尺，在荷蘭最高的教堂塔樓中排名第十。
修道院塔的歷史可追溯至十四世紀下半葉。它呈八角形，覆蓋著石灰岩，塔頂飾有王冠。